# 基斯诺斯
基斯诺斯（希臘語：Κύθνος），是希腊南愛琴大區凯阿-基斯诺斯专区的市镇。行政中心为基斯诺斯村。市镇面积为100.2平方公里，2021年人口数量为1,568人。
基斯诺斯市镇包括基斯諾斯島和一个无人小岛。